# Peter Sjöcrona
Peter Sjöcrona, född 2 november 1802 på Bälteberga i Ottarps socken, död 4 juni 1864 på Stubbarp i Brunnby socken, var en svensk militär.
Peter Sjöcrona var son till Cornelius Cronsjoe, adlad Sjöcrona, och Helena Beata Wiedberg. Han blev fanjunkare vid Skånska husarregementet 1809, kornett där 1818, löjtnant 1822, ryttmästare 1843 och major i regementet 1853. Sjöcrona var överste och chef för detsamma 1853–1856. Han blev 1850 riddare av Svärdsorden och samma år riddare av Dannebrogorden.